# Клямкин, Игорь Моисеевич
Игорь Моисеевич Клямкин (род. 31 марта 1941, Видное, Московская область) — советский и российский политолог, философ и публицист. Доктор философских наук (1988), профессор, советник секретариата научного руководителя ВШЭ (2007—2021). Президент Фонда «Либеральная миссия». Автор ряда книг и статей.

## Биография
Родился 31 марта 1941 года в Видном.
В 1959 году окончил Московский военно-механический техникум.
В 1968 году окончил заочное отделение факультета журналистики МГУ имени М. В. Ломоносова.
В 1963—1969 годах работал сотрудником газеты «Комсомольская правда», в 1969—1974 годах — сотрудником журнала «Молодой коммунист».
В течение 1975—1978 годов учился в аспирантуре кафедры философии гуманитарных факультетов МГУ, защитил диссертацию на соискание учёной степени кандидата философских наук по теме «Категория „революция“ в социологических учениях французского утопического коммунизма XVIII века» (специальность 09.00.01 — диалектический и исторический материализм).
В 1979—1987 годах — преподаватель кафедры философии Всесоюзного заочного института пищевой промышленности.
В 1987—1991 годах — старший научный сотрудник Института экономики мировой социалистической системы, ведущий научный сотрудник Института международных экономических и политических исследований АН СССР.
В 1988 году защитил в Академии общественных наук при ЦК КПСС диссертацию на соискание учёной степени доктора философских наук по теме «Проблема исторического субъекта в философско-социологических концепциях II Интернационала» (специальность 07.00.04 — история коммунистического и рабочего движения и национально-освободительных движений).
Большую известность получили статьи Клямкина, опубликованные в период перестройки, в частности, «Какая улица ведёт к храму?» («Новый мир», 1987, № 11).
В 1991 году вместе с Ю. Г. Буртиным был главным редактором газеты «Демократическая Россия», в течение 1992—1996 годов работал на должности руководителя аналитического центра фонда «Общественное мнение» (ФОМ). В 1996 году являлся генеральным директором Института социологического анализа, в 2000—2019 гг. был вице-президентом фонда «Либеральная миссия», с октября 2019 г. президент фонда «Либеральная миссия». С 2007 по 2021 год работал советником секретариата научного руководителя ВШЭ Евгения Ясина.

## Награды
- Благодарность Президента Российской Федерации (30 апреля 2008 года) — за большой вклад в развитие институтов гражданского общества и обеспечение защиты прав и свобод человека и гражданина[11].
- Публицистическая премия «ПолитПросвет» фонда «Либеральная миссия» в специальной номинации «Отличник политпросвещения» (2015)[12][13].

## Научные труды
- Клямкин И. М. Какая улица ведёт к храму? // Новый мир. — 1987. — № 11.
- Революционный марксизм против методологии ревизионизма и центризма : Проблема творческого развития теории и метода марксизма в конце XIX-нач. XX в.. — Воронеж: Издательство Воронежского университета, 1988. — 181 с. — ISBN 5-7455-0001-8.
- Трудный спуск с зияющих высот : Опыт политического дневника, май 1989 — июнь 1990. — М.: Правда, 1990. — 44 с. — (Б-ка «Огонёк»).
- Клямкин И. М. Новая демократия или новая диктатура? // Новый мир. — 1995. — № 4.
- Клямкин И. М., Шевцова Л. Внесистемный режим Бориса II : Некоторые особенности политического развития постсоветской России / Московский центр Карнеги. — М. : Сигналъ, 1999. — 63 с. ISBN 5-7017-0277-4
- Клямкин И. М. История и историческое сознание. — М.: Фонд «Либеральная миссия», 2012. — 480 с. — ISBN 978-5-903135-32-5.
- Клямкин И. М. Безальтернативное прошлое и альтернативное настоящее. — М.: Фонд «Либеральная миссия», 2013. — 88 с. — ISBN 978-5-903135-37-0.
- Клямкин И. М. 2014. Год Украины. — М.: Фонд «Либеральная миссия», 2015. — 212 с. — ISBN 978-5-903135-54-7.
- Нелегальная война. Год второй. — М.: Фонд «Либеральная миссия», 2016. — 231 с. — ISBN 978-5-903135-57-8.
- Клямкин И. М. Какая дорога ведёт к праву?. — М.: Мысль, 2018. — 1063 с. — ISBN 978-5-244-01206-4.